# باربرا شليك
باربرا شليك (بالألمانية: Barbara Schlick )‏ (و. 1943  م) هي مغنية، ومغنية أوبرا، وأستاذة جامعية ألمانية، ولدت في فورتسبورغ.

## روابط خارجية
- باربرا شليك على موقع ميوزك برينز (الإنجليزية)
- باربرا شليك على موقع أول ميوزيك (الإنجليزية)
- باربرا شليك على موقع ديسكوغز (الإنجليزية)